# Steklena volna
Steklena volna je material za toplotno in zvočno izolacijo, ki ga je možno vgraditi v vse dele stavbe. Zelo pomembna lastnost je negorljivost. Osnovna surovina za stekleno volno dosega do 60 % recikliranih materialov, končni produkt in embalažo je možno reciklirati in ponovno uporabiti v proizvodnji. Kamena in steklena volna imata zelo podobne lastnosti kot steklena, tudi njihova proizvodnja se bistveno ne razlikuje, vendar je steklena volna cenovno dostopnejša, a redkejša in lažja. Posledično steklena volna zagotavlja tudi nekoliko boljšo izolativnost od kamene volne. Stekleno volno uvrščamo med mineralne volne.   

## Proizvodnja steklene volne
Proizvodnjo steklene volne je iznašel Games Slayter leta 1933. Do danes se je večina postopkov proizvodnje ohranila, vendar so šle inovacije v smer manjše potrošnje energije, procesi so bolj optimizirani v smer manjšega onesnaževanja okolja. V Sloveniji je edini proizvajalec steklene volne podjetje URSA v Novem mestu. Postopek izdelave steklene volne in kamene volne sta si zelo podobna. Večinoma oba procesa uporabljata podobne trdilne komore, pakirne linije in sisteme za čiščenje, razlikujeta pa se v pripravi ter tudi v tipu peči, centrifugi in usedalni komori.
Proizvodnja steklene volne je razdeljena sledeče:
- priprava taline v kadni peči
- razvlaknjenje taline na kolesih centrifuge in dodajanje veziva
- trjenje plasti steklene volne v polimerizacijski komori
- razrez in pakiranje

### Priprava taline
Kot osnovne surovine za steklo se uporabljajo kremenčev pesek, dolomit, soda, boraks, glinenec in kalcit. Večina teh surovin je naravnih in se jih pridobiva z izkopi. Od leta 2005 v URSA Slovenija kot surovino uporabljajo tudi odpadno steklo, ki predstavlja tudi do 60 % surovin za pripravo taline. Surovine za steklo stehtajo, zmešajo ter pnevmatsko transportirajo do dnevnih silosov pri peči. Taljenje poteka v steklarski kadni peči na kisik, ki je greta na zemeljski plin, kot oksidant pa se uporablja čisti kisik. Surovine se stalijo v homogeno talino pri temperaturi 1200–1300 °C, ki jo po stabilizaciji preko platinskih ustij vodijo v centrifugalne rotorske stroje.

### Razvlaknjenje taline
Talina teče iz kadne peči preko sistema prilagodljivih kanalov na pet koles centrifuge. V posameznem kolesu centrifuge nastane film taline na mestu izstopa. Ko posamezne kapljice izstopijo iz kolesa, vstopijo v koaksialni tok zraka, ki jih razvlakni, hkrati pa se omočijo s polimerizacijskim sredstvom. Polimerizacijsko sredstvo so večinoma fenolne smole, ki jih s šobami razpršujemo po obodu koles centrifuge, delno pa tudi centralno. Vlakna potujejo z zračnim tokom na trak usedalne komore.

### Trjenje plasti v polimerizacijski komori
Trdilne komore so sestavljene iz več zaporednih delov, v katerih je omogočeno neodvisno uravnavanje temperature in pretoka. Strjevanje v trdilni komori poteka tako, da vroč zrak prepihava plast steklene volne. Večji del zraka kroži, manjši del pa ga dovajamo iz okolice.

### Razrez in pakiranje
Deli steklene volne so se v prejšnji fazi strdili in ohladili, v zadnji fazi proizvodnje pa stekleno volno zravnajo z velikimi valjarji, ki zbijejo steklena vlakna skupaj in na ta račun zagotovijo večjo gostoto in značilno kompaktno ter ravno obliko steklene volne. Na koncu gredo velike zravnane plasti materiala še na razrez v predpisane dimenzije.

## Primerjava z ostalimi toplotnoizolacijskimi materiali
Kamena volna je lahko sestavljena iz bazalta, apnenca, glinenca ali dolomita. Je negorljiv material, tališče ima navadno nad 1000°C. Zaradi strukture je tudi dober zvočni izolator. Odporna je proti plesnim, UV svetlobi, šibkim bazam in kislinam ter organskim topilom. Steklena volna je v primerjavi z ostalimi toplotnoizolacijskimi materiali najbolj v uporabi zaradi njene izolacijske učinkovitosti in cenovne dostopnosti. Prav tako je steklena volna zaradi dodatkov vodoodporen material, ki daje dobro zvočno izolacijo.